# Discografia de Enrique Iglesias
A discografia de Enrique Iglesias consiste em 9 álbuns de estúdio, 5 álbuns de compilações totalizando 46 singles contando com suas parcerias dentre elas "Could I Have This Kiss Forever" com a cantora Whitney Houston do álbum My Love is Your Love que foi um dos grandes sucessos de 2000. Enrique se tornou ao lado de seu pai Julio Iglesias um dos cantores de maior sucesso da Música Latina, tendo 21 compactos número um na parada da Billboard Latin Songs também tem 8 singles número 1 na parada Billboard Dance/Club Play Songs sendo o artista masculino que mais liderou a parada. Iglesias vendeu mais de 55 milhões de álbuns e 45 milhões de singles.

## Álbuns
| Ano  | Título                                                                                            | Posição no chart | Posição no chart | Posição no chart | Posição no chart | Posição no chart | Posição no chart | Vendas                       | Certificações                                                        |
| Ano  | Título                                                                                            | EUA              | EUA Latin        | UK               | ESP              | POL              | AUS              | Vendas                       | Certificações                                                        |
| ---- | ------------------------------------------------------------------------------------------------- | ---------------- | ---------------- | ---------------- | ---------------- | ---------------- | ---------------- | ---------------------------- | -------------------------------------------------------------------- |
| 1995 | Enrique Iglesias - 1º Álbum espanhol - Lançado: 1995 - Formatos: CD                               | 148              | 1                | —                | 5                | —                | —                | - : 7,000,000 - : 1,480,000  | - : Platina - : 3× Platina                                           |
| 1997 | Vivir - 2º Álbum espanhol - Lançado: 28 de Fevereiro, 1997 - Formatos: CD                         | 33               | 1                | —                | —                | —                | —                | - : 5,300,000 - : 1,460,000  | - : Platina - : Platina                                              |
| 1998 | Cosas del Amor - 3º Álbum espanhol - Lançado: 1998 - Formatos: CD                                 | 64               | 1                | —                | 8                | —                | —                | - : 4,500,000 - : 800,000    | - : Ouro - : Platina                                                 |
| 1999 | Enrique - 1º Álbum em inglês - Lançado: 1999 - Formatos: CD                                       | 33               | 1                | 80               | 1                | 29               | 11               | - : 10,000,000 - : 2,000,000 | - : 2× Platina - : 4× Platina - : Ouro - : Platina - : 5× Platina    |
| 2001 | Escape - 2º Álbum em inglês - Lançado: 2001 - Formatos: CD                                        | 2                | 1                | 1                | 3                | 6                | 1                | - : 10,500,000 - : 3,500,000 | - : 3× Platina - : Platina - : 5× Platina - : Platina - : 5× Platina |
| 2002 | Quizás - 4º Álbum em espanhol - Lançado: 2002 - Formatos: CD                                      | 12               | 1                | —                | 1                | —                | —                | - : 3,500,000 - : 500,000    | - : Ouro - : Platina                                                 |
| 2003 | 7 - 3º Álbum em inglês - Lançado: 2003 - Formatos: CD                                             | 31               | 1                | 13               | —                | 41               | 15               | - : 3,700,000 - : 349,000    | - : Ouro - : Platina - : Platina - : Ouro                            |
| 2007 | Insomniac - 4º Álbum em inglês - Lançado: 12 de Junho, 2007 - Formatos: CD, download digital      | 17               | 1                | 3                | 8                | 13               | 44               | - : 2,000,000 - : 230,000+   | - : Ouro - : Ouro                                                    |
| 2010 | Euphoria - 4º Álbum em Bilingue - Lançado: 5 de julho, 2010 - Formatos: CD, download digital      | 10               | 1                | 6                | 1                | 22               | 37               | - : 4,000,000 - : 250,000+   | - : 2× Platina - : Ouro - : Ouro - : Ouro - : Ouro                   |
| 2014 | Sex and Love - 5º Álbum em Bilingue - Lançado: 18 de Março, 2014 - Formatos: CD, download digital | 8                | 1                | 11               | 1                | 36               | 23               | - : 2,500,000 - : 336,000+   | - : 2× Platina - : Ouro - : Ouro - : 5× Platina - : Ouro - : Ouro    |

## Álbuns Compilatórios
| Ano  | Título                                                                             | Posição No Chart | Posição No Chart | Posição No Chart | Posição No Chart | Posição No Chart | Vendas                | Certificações |
| Ano  | Título                                                                             | U.S.             | U.S. Latin       | UK               | Spain            | Poland           | Vendas                | Certificações |
| ---- | ---------------------------------------------------------------------------------- | ---------------- | ---------------- | ---------------- | ---------------- | ---------------- | --------------------- | ------------- |
| 1999 | Remixes - 1º Álbum de Greatest Hits - Lançado: 1998 - Formatos: CD                 | -                | 11               | -                | -                | -                |                       |               |
| 1999 | Bailamos Greatest Hits* - 1º Álbum de Greatest Hits - Lançado: 1999 - Formatos: CD | 65               | 1                | -                | -                | -                | : 1,000 000 : 500,000 | - : Ouro      |
| 1999 | The Best Hits* - 2º Álbum de Greatest Hits - Lançado: 1999 - Formatos: CD          | 175              | 2                | -                | -                | -                | : 1.200.000 : 500,000 | - : Ouro      |
| 2008 | Enrique Iglesias: 95/08 Éxitos - Lançado: 25 de Março, 2008 - Formatos: CD         | 18               | 1                | -                | 12               | -                | : 132,000             | - : Platina   |
| 2008 | Enrique Iglesias: 95/08 Éxitos - Lançado: 11 de novembro, 2008 - Formatos: CD      | 80               | 1                | -                | 12               | -                | : 1.000.000           |               |

*: Todos os álbuns listados aqui foram lançados pela Fonovisa antes de Enrique sair da gravadora.

## Singles
| Título                                                         | Ano  | Melhores posições nas paradas | Melhores posições nas paradas | Melhores posições nas paradas | Melhores posições nas paradas | Melhores posições nas paradas | Melhores posições nas paradas | Melhores posições nas paradas | Melhores posições nas paradas | Melhores posições nas paradas | Melhores posições nas paradas | Certificações                                             | Álbum |              |
| Título                                                         | Ano  | US                            | US Latin                      | AUS                           | CAN                           | FRA                           | IRL                           | NL                            | NZ                            | SWI                           | UK                            | Certificações                                             | Álbum |              |
| -------------------------------------------------------------- | ---- | ----------------------------- | ----------------------------- | ----------------------------- | ----------------------------- | ----------------------------- | ----------------------------- | ----------------------------- | ----------------------------- | ----------------------------- | ----------------------------- | --------------------------------------------------------- | --- | ------------ |
| "Si Tú Te Vas"                                                 | 1995 | —                             | 1                             | —                             | —                             | 21                            | —                             | —                             | —                             | —                             | —                             |                                                           | Enrique Iglesias |              |
| "Experiencia Religiosa"                                        | 1996 | —                             | 1                             | —                             | —                             | —                             | —                             | —                             | —                             | —                             | —                             |                                                           | Enrique Iglesias |              |
| "Por Amarte"                                                   | 1996 | —                             | 1                             | —                             | —                             | —                             | —                             | —                             | —                             | —                             | —                             |                                                           | Enrique Iglesias |              |
| "No Llores Por Mí"                                             | 1996 | —                             | 1                             | —                             | —                             | —                             | —                             | —                             | —                             | —                             | —                             |                                                           | Enrique Iglesias |              |
| "Trapecista"                                                   | 1996 | —                             | 1                             | —                             | —                             | —                             | —                             | —                             | —                             | —                             | —                             |                                                           | Enrique Iglesias |              |
| "Enamorado Por Primera Vez"                                    | 1997 | —                             | 1                             | —                             | —                             | —                             | —                             | —                             | —                             | —                             | —                             |                                                           | Vivir |              |
| "Sólo En Ti"                                                   | 1997 | —                             | 1                             | —                             | —                             | —                             | —                             | —                             | —                             | —                             | —                             |                                                           | Vivir |              |
| "Miente"                                                       | 1997 | —                             | 1                             | —                             | —                             | —                             | —                             | —                             | —                             | —                             | —                             |                                                           | Vivir |              |
| "Revolución"                                                   | 1997 | —                             | 6                             | —                             | —                             | —                             | —                             | —                             | —                             | —                             | —                             |                                                           | Vivir |              |
| "Lluvia Cae"                                                   | 1997 | —                             | 3                             | —                             | —                             | —                             | —                             | —                             | —                             | —                             | —                             |                                                           | Vivir |              |
| "Al Despertar"                                                 | 1997 | —                             | 11                            | —                             | —                             | —                             | —                             | —                             | —                             | —                             | —                             |                                                           | Vivir |              |
| "Esperanza"                                                    | 1998 | —                             | 1                             | —                             | —                             | —                             | —                             | —                             | —                             | —                             | —                             |                                                           | Cosas del Amor |              |
| "Nunca Te Olvidaré"                                            | 1999 | —                             | 1                             | —                             | —                             | —                             | —                             | —                             | —                             | —                             | —                             |                                                           | Cosas del Amor |              |
| "Bailamos"                                                     | 1999 | 1                             | 1                             | 13                            | —                             | 6                             | 15                            | 4                             | 2                             | 8                             | 4                             | - AUS: Ouro - FRA: Silver - NZ: Ouro - UK: Prata          | Enrique |              |
| "Rhythm Divine"                                                | 1999 | 28                            | 1                             | 36                            | —                             | 27                            | —                             | 20                            | 2                             | 11                            | 45                            | - NZ: Ouro                                                | Enrique |              |
| "Be with You"                                                  | 2000 | 1                             | 2                             | 36                            | —                             | 43                            | —                             | —                             | 12                            | 21                            | —                             |                                                           | Enrique |              |
| "Could I Have This Kiss Forever" (com Whitney Houston)         | 2000 | 52                            | —                             | 12                            | —                             | 16                            | 8                             | 1                             | 7                             | 1                             | 7                             | - AUS: Ouro - FRA: Prata - NZ: Ouro - SWI: Ouro           | Enrique |              |
| "Sad Eyes"                                                     | 2000 | —                             | —                             | —                             | —                             | —                             | —                             | —                             | —                             | 43                            | —                             |                                                           | Enrique |              |
| "Hero"                                                         | 2001 | 3                             | 1                             | 1                             | 1                             | 43                            | 1                             | 3                             | 3                             | 1                             | 1                             | - AUS: 2× Platina - UK: Platina                           | Escape |              |
| "Escape"                                                       | 2002 | 12                            | 2                             | 7                             | —                             | —                             | 2                             | 3                             | 4                             | 11                            | 3                             | - AUS: Platina - UK: Silver                               | Escape |              |
| "Don't Turn Off the Lights"                                    | 2002 | —                             | —                             | 8                             | —                             | —                             | —                             | —                             | 6                             | —                             | —                             | - AUS: Ouro                                               | Escape |              |
| "Love to See You Cry"                                          | 2002 | —                             | —                             | 61                            | —                             | 17                            | 12                            | 25                            | 29                            | 35                            | 12                            |                                                           | Escape |              |
| "Maybe"                                                        | 2002 | —                             | —                             | 41                            | —                             | —                             | 16                            | 21                            | 26                            | 44                            | 12                            |                                                           | Escape |              |
| "Mentiroso"                                                    | 2002 | —                             | 1                             | —                             | —                             | —                             | —                             | —                             | —                             | —                             | —                             |                                                           | Quizás |              |
| "Quizás"                                                       | 2003 | —                             | 1                             | —                             | —                             | —                             | —                             | —                             | —                             | —                             | —                             |                                                           | Quizás |              |
| "Para Qué La Vida"                                             | 2003 | —                             | 1                             | —                             | —                             | —                             | —                             | —                             | —                             | —                             | —                             |                                                           | Quizás |              |
| "Addicted"                                                     | 2003 | 101                           | 9                             | 43                            | —                             | —                             | 31                            | —                             | —                             | 34                            | 11                            |                                                           | 7 |              |
| "Not in Love" (com Kelis)                                      | 2004 | —                             | 37                            | 15                            | —                             | 36                            | 7                             | 6                             | 36                            | 14                            | 5                             | - AUS: Ouro                                               | 7 |              |
| "Do You Know? (The Ping Pong Song)"                            | 2007 | 21                            | 1                             | —                             | 2                             | 9                             | 2                             | 2                             | —                             | 4                             | 3                             |                                                           | Insomniac |              |
| "Somebody's Me"                                                | 2007 | —                             | 4                             | —                             | 31                            | —                             | —                             | —                             | —                             | —                             | —                             |                                                           | Insomniac |              |
| "Tired of Being Sorry"[A] (com Nâdiya)                         | 2007 | —                             | —                             | —                             | 71                            | 1                             | 12                            | 3                             | —                             | 6                             | 20                            | - FRA:Ouro                                                | Insomniac |              |
| "Push" (com Lil Wayne)                                         | 2008 | —                             | —                             | —                             | —                             | —                             | —                             | —                             | —                             | —                             | —                             |                                                           | Insomniac |              |
| "Can You Hear Me"                                              | 2008 | —                             | —                             | —                             | —                             | 21                            | —                             | 1                             | —                             | 2                             | —                             |                                                           | Insomniac |              |
| "¿Dónde Están Corazón?"                                        | 2008 | —                             | 1                             | —                             | —                             | —                             | —                             | —                             | —                             | —                             | —                             |                                                           | Enrique Iglesias: 95/08 Exitos |              |
| "Lloro por ti" (com Wisin & Yandel)                            | 2008 | 91                            | 1                             | —                             | —                             | —                             | —                             | —                             | —                             | —                             | —                             |                                                           | Enrique Iglesias: 95/08 Exitos |              |
| "Away" (com Sean Garrett)                                      | 2008 | —                             | —                             | —                             | —                             | —                             | —                             | —                             | —                             | —                             | 132                           |                                                           | Greatest Hits |              |
| "Takin' Back My Love" (com Ciara / Sarah Connor                | 2009 | —                             | —                             | —                             | —                             | 2                             | 7                             | 5                             | —                             | 23                            | 12                            |                                                           | Greatest Hits |              |
| "Cuando Me Enamoro" (com Juan Luis Guerra)                     | 2010 | 89                            | 1                             | —                             | —                             | —                             | —                             | —                             | —                             | —                             | —                             |                                                           | Euphoria |              |
| "I Like It" (com Pitbull)                                      | 2010 | 4                             | 2                             | 2                             | 1                             | 2                             | 6                             | 13                            | 7                             | 6                             | 4                             | - AUS: 3× Platina - NZ: Ouro - SWI: Ouro - US: 3× Platina | Euphoria |              |
| "Heartbeat" (com Nicole Scherzinger)                           | 2010 | —                             | —                             | 5                             | 72                            | 4                             | 21                            | 20                            | 9                             | —                             | 8                             | - AUS: 2× Platina - NZ: Ouro                              | Euphoria |              |
| "No Me Digas Que No" (com Wisin & Yandel)                      | 2010 | 121                           | 1                             | —                             | —                             | —                             | —                             | —                             | —                             | —                             | —                             |                                                           | Euphoria |              |
| "Tonight (I'm Lovin' You)" (com Ludacris & DJ Frank E)         | 2010 | 4                             | 10                            | 2                             | 3                             | 26                            | 5                             | 11                            | 2                             | 4                             | 5                             | - AUS: 2x Platina - NZ: Platina - US: 2× Platina          | Euphoria |              |
| "Dirty Dancer" (com Usher & Lil Wayne)                         | 2011 | 18                            | —                             | 24                            | 11                            | 99                            | 22                            | 25                            | 22                            | 33                            | 21                            | - AUS: Ouro - US: Ouro                                    | Euphoria |              |
| "Ayer"                                                         | 2011 | —                             | 40                            | —                             | —                             | —                             | —                             | —                             | —                             | —                             | —                             |                                                           | Euphoria |              |
| "I Like How It Feels" (com Pitbull & The WAV.s)                | 2011 | —                             | —                             | 47                            | 97                            | —                             | —                             | —                             | 29                            | —                             | —                             |                                                           | Euphoria |              |
| "Mouth 2 Mouth" (com Jennifer Lopez)                           | 2011 | —                             | —                             | —                             | —                             | —                             | —                             | —                             | —                             | —                             | —                             |                                                           | Euphoria | Sex and Love |
| "Finally Found You" (featuring Sammy Adams)                    | 2012 | 31                            | 33                            | —                             | 11                            | —                             | —                             | 54                            | —                             | —                             | 24                            | —                                                         | - AUS: Platinum - US: Gold | Sex and Love |
| "Turn the Night Up"                                            | 2013 | 41                            | 54                            | —                             | 37                            | —                             | —                             | —                             | —                             | —                             | 61                            | —                                                         | | Sex and Love |
| "Loco" (featuring Romeo Santos)                                | 2013 | 1                             | —                             | —                             | —                             | —                             | —                             | —                             | —                             | —                             | 80                            | 1                                                         | - SPA: Gold | Sex and Love |
| "Heart Attack"                                                 | 2013 | —                             | —                             | —                             | 83                            | —                             | —                             | —                             | —                             | —                             | 88                            | —                                                         | | Sex and Love |
| "El Perdedor" (featuring Marco Antonio Solís)                  | 2013 | —                             | —                             | —                             | —                             | —                             | —                             | —                             | —                             | —                             | 85                            | 1                                                         | | Sex and Love |
| "I'm a Freak" (featuring Pitbull)                              | 2014 | 17                            | 45                            | 39                            | 52                            | —                             | 56                            | —                             | —                             | 4                             | —                             | —                                                         | - UK: Silver | Sex and Love |
| "Bailando" (featuring Descemer Bueno and Gente de Zona)        | 2014 | 1                             | 52                            | 42                            | 19                            | 12                            | 31                            | 3                             | 4                             | 75                            | 12                            | 1                                                         | - SPA: 8× Platinum - AUS: Gold - CAN: 2× Platinum - GER: Gold - ITA: 8× Platinum - NL: Platinum - SWE: Platinum - SWI: Platinum - UK: Silver - US: 4× Platinum | Sex and Love |
| "Noche y De Día" (featuring Yandel and Juan Magan)             | 2015 | 5                             | —                             | —                             | —                             | —                             | —                             | —                             | —                             | —                             | —                             | 27                                                        | - SPA: Platinum | Sex and Love |
| "El Perdón" (with Nicky Jam)                                   | 2015 | 1                             | —                             | 9                             | 85                            | 1                             | 8                             | —                             | 1                             | —                             | 56                            | 1                                                         | - SPA: 5× Platinum - CAN: Platinum - AUT: Gold - FRA: Diamond - GER: Gold - ITA: 8× Platinum - SWE: Platinum - SWI: 3× Platinum - US: 2× Platinum              | Fénix        |
| "Duele el Corazón" (featuring Wisin)                           | 2016 | 1                             | —                             | 6                             | —                             | 3                             | 8                             | 12                            | 1                             | —                             | 82                            | 1                                                         | - SPA: 5× Platinum - AUT: Platinum - FRA: Diamond - GER: Gold - ITA: 6× Platinum - SWI: 4× Platinum - US: Diamond                                              | ASA          |
| "Súbeme la Radio" (featuring Zion & Lennox and Descemer Bueno) | 2017 | 1                             | —                             | 7                             | 71                            | 8                             | 15                            | —                             | 3                             | —                             | 81                            | 2                                                         | - SPA: 5× Platinum - AUT: Gold - FRA: Platinum - GER: Platinum - ITA: 4× Platinum - US: 4× Platinum (Latin)                                                    | ASA          |
| "Súbeme la Radio (Remix)" (featuring Sean Paul and Matt Terry) | 2017 | —                             | —                             | —                             | —                             | —                             | —                             | —                             | —                             | 10                            | —                             | —                                                         | - UK: Gold | Trouble      |
| "El Baño" (featuring Bad Bunny)                                | 2018 | 2                             | —                             | —                             | —                             | 100                           | —                             | —                             | 21                            | —                             | 98                            | 8                                                         | - SPA: Platinum | ASA          |
| "Nos Fuimos Lejos" (with Descemer Bueno feat. El Micha)        | 2018 | —                             | —                             | —                             | —                             | —                             | —                             | —                             | —                             | —                             | —                             | —                                                         | | ASA          |
| "—" denota canções que não entraram nas paradas.               |      |                               |                               |                               |                               |                               |                               |                               |                               |                               |                               |                                                           | |              |

### Como artista convidado
| Título                                                                                                | Ano  | Melhores posições nas paradas | Melhores posições nas paradas | Melhores posições nas paradas | Melhores posições nas paradas | Melhores posições nas paradas | Melhores posições nas paradas | Melhores posições nas paradas | Melhores posições nas paradas | Melhores posições nas paradas | Melhores posições nas paradas | Álbum                     |
| Título                                                                                                | Ano  | US                            | US Latin                      | AUS                           | CAN                           | FRA                           | IRL                           | NL                            | NZ                            | SWI                           | UK                            | Álbum                     |
| --- | ---- | ----------------------------- | ----------------------------- | ----------------------------- | ----------------------------- | ----------------------------- | ----------------------------- | ----------------------------- | ----------------------------- | ----------------------------- | ----------------------------- | ------------------------- |
| "To Love a Woman" (Lionel Richie com a participação de Enrique Iglesias)                              | 2003 | —                             | —                             | —                             | —                             | —                             | —                             | —                             | —                             | 14                            | 3                             | Encore                    |
| "Gracias a Tí" (Wisin & Yandel com a participação de Enrique Iglesias)                                | 2009 | —                             | 1                             | —                             | —                             | —                             | —                             | —                             | —                             | —                             | —                             | La Revolución             |
| "We Are the World 25 for Haiti" (com Artists for Haiti)                                               | 2010 | 2                             | —                             | 18                            | 7                             | 7                             | 9                             | —                             | 8                             | —                             | 50                            | Single para caridade      |
| "Naked" (Dev com a participação de Enrique Iglesias)                                                  | 2011 | —                             | —                             | —                             | 54                            | —                             | —                             | —                             | 99                            | —                             |                               | The Night The Sun Came Up |
| "I Like" (The Remix) (Pitbull com a participação de Enrique Iglesias e Afrojack)                      | 2012 | —                             | —                             | —                             | —                             | —                             | —                             | —                             | —                             | —                             |                               | Non-album singles         |
| "Messin' Around" (Pitbull com a participação de Enrique Iglesias)                                     | 2016 | 49                            | —                             | —                             | 51                            | —                             | —                             | —                             | 64                            | —                             |                               | Climate Change            |
| "Don't You Need Somebody" (RedOne com a participação de Enrique Iglesias, R.City, Sereyah and Shaggy) | 2016 | 18                            | —                             | —                             | —                             | 150                           | —                             | 19                            | —                             | —                             |                               | Non-album single          |
| "—" denota canções que não entraram nas paradas.                                                      |      |                               |                               |                               |                               |                               |                               |                               |                               |                               |                               |                           |

## Vídeos musicais
| Música                                                                    | Ano                                                                                           | Diretor(es)                  |                                     |
| ------------------------------------------------------------------------- | --------------------------------------------------------------------------------------------- | ---------------------------- | ----------------------------------- |
| "Si Tú Te Vas"                                                            | 1995                                                                                          | Jon Small                    |                                     |
| "Experiencia Religiosa"                                                   | 1996                                                                                          | Jon Small                    |                                     |
| "Trapecista"                                                              | 1996                                                                                          | Jon Small                    |                                     |
| "Enamorado Por Primera Vez"                                               | 1997                                                                                          | Jane Simpson                 |                                     |
| "Sólo En Ti"                                                              | 1997                                                                                          | Fernan Martinez              |                                     |
| "Esperanza"                                                               | 1998                                                                                          | Jaume Collet-Serra           |                                     |
| "Nunca Te Olvidaré"                                                       | 1999                                                                                          | —                            |                                     |
| "Bailamos"                                                                | 1999                                                                                          | Nigel Dick                   |                                     |
| "Rhythm Divine"                                                           | 1999                                                                                          | Francis Lawrence             |                                     |
| "Be With You"                                                             | 2000                                                                                          | Dave Meyers                  |                                     |
| "Could I Have This Kiss Forever"                                          | 2000                                                                                          | Francis Lawrence             |                                     |
| "Sad Eyes"                                                                | 2000                                                                                          | David LaChapelle             |                                     |
| "Hero"                                                                    | 2001                                                                                          | Joseph Kahn                  |                                     |
| "Escape"                                                                  | 2002                                                                                          | Dave Meyers                  |                                     |
| "Don't Turn Off the Lights"                                               | 2002                                                                                          | Marc Klasfeld                |                                     |
| "Love to See You Cry"                                                     | 2002                                                                                          | Matthew Rolston              |                                     |
| "Maybe"                                                                   | 2002                                                                                          | Simon Brand                  |                                     |
| "Mentiroso"                                                               | 2002                                                                                          | Simon Brand                  |                                     |
| "Quizás"                                                                  | 2003                                                                                          | Simon Brand                  |                                     |
| "Para Qué La Vida"                                                        | 2003                                                                                          | Simon Brand                  |                                     |
| To Love a Woman                                                           | 2003                                                                                          | Simon Brand                  |                                     |
| "Addicted"                                                                | 2003                                                                                          | Peter Berg                   |                                     |
| "Not In Love" (Radio Remix)                                               | 2004                                                                                          | Jake Nava                    |                                     |
| "Do You Know? (The Ping Pong Song)"                                       | 2007                                                                                          | Jessy Terrero                |                                     |
| "Somebody's Me"                                                           | 2007                                                                                          | Anthony Mandler              |                                     |
| "Tired of Being Sorry"                                                    | 2007                                                                                          | Jessy Terrero                |                                     |
| "Push"                                                                    | 2008                                                                                          | Billy Woodruff               |                                     |
| "Can You Hear Me"                                                         | 2008                                                                                          | Paul Minor                   |                                     |
| "Tired of Being Sorry (Laisse le destin l'emporter)"                      | 2008                                                                                          | —                            |                                     |
| "¿Dónde Están Corazón?"                                                   | 2008                                                                                          | Paul Minor                   |                                     |
| "Lloro Por Ti"                                                            | 2008                                                                                          | Paul Minor                   |                                     |
| "Away"                                                                    | 2008                                                                                          | Anthony Mandler              |                                     |
| "Takin' Back My Love"                                                     | 2009                                                                                          | Ray Kay                      |                                     |
| "Gracias a Tí" (Remix)                                                    | 2009                                                                                          | Jessy Terrero & Luis Carmona |                                     |
| "We Are the World 25 for Haiti"                                           | 2010                                                                                          | Paul Haggis                  |                                     |
| "Cuando Me Enamoro"                                                       | 2010                                                                                          | Jessy Terrero                |                                     |
| "I Like It"                                                               | 2010                                                                                          | Wayne Isham                  |                                     |
| "I Like It" (Jersey Shore version)                                        | 2010                                                                                          | David Rousseau               |                                     |
| "Heartbeat"                                                               | 2010                                                                                          | Hiro Murai                   |                                     |
| "No Me Digas Que No"                                                      | 2010                                                                                          | Jessy Terrero                |                                     |
| "Tonight (I'm Lovin' You)"                                                | 2010                                                                                          | BBGun & Parris               |                                     |
| "Dirty Dancer" (with Usher)                                               | 2011                                                                                          | Ethan Lader                  |                                     |
| "Ayer"                                                                    | 2011                                                                                          | Ethan Lader                  |                                     |
| "I Like How It Feels"                                                     | 2011                                                                                          | Enrique Iglesias             |                                     |
| "Finally Found You" (feat. Sammy Adams)                                   | 2012                                                                                          |                              |                                     |
| "Tchu Tchu Tcha" (The Global Warming Listening Party video, with Pitbull) | 2012                                                                                          | Global Warming               | Don Tyler                           |
| "Finally Found You" (featuring Sammy Adams / Daddy Yankee)                | 2012                                                                                          | Sex And Love                 | Diego Hurtado de Mendoza            |
| 2013                                                                      | "Turn The Night Up" (Fan version)                                                             | Sex And Love                 | Lior Molho                          |
| 2013                                                                      | "Turn The Night Up"                                                                           | Sex And Love                 | Yasha Malekzad                      |
| 2013                                                                      | "Loco" (featuring Romeo Santos)                                                               | Sex And Love                 | Yasha Malekzad                      |
| 2013                                                                      | "Heart Attack" (Lyric video)                                                                  | Sex And Love                 | -                                   |
| 2013                                                                      | "Heart Attack"                                                                                | Sex And Love                 | Colin Tilley                        |
| 2014                                                                      | "El Perdedor" (Original version and Bachata version, featuring Marco Antonio Solís)           | Sex And Love                 | Jessy Terrero                       |
| 2014                                                                      | "I'm A Freak" (featuring Pitbull)                                                             | Sex And Love                 | Colin Tilley                        |
| 2014                                                                      | "I'm A Freak" (Lyric video, featuring Pitbull)                                                | Sex And Love                 | -                                   |
| 2014                                                                      | "Bailando" (featuring Descemer Bueno and Gente de Zona)                                       | Sex And Love                 | Alejandro Pérez                     |
| 2014                                                                      | "Bailando" (English version, featuring Sean Paul, Descemer Bueno and Gente de Zona)           | Sex And Love                 | Alejandro Pérez                     |
| 2014                                                                      | "Bailando" (Brazilian version, featuring Luan Santana, Descemer Bueno and Gente de Zona)      | Sex And Love                 | Alejandro Pérez                     |
| 2014                                                                      | "Bailando" (Portuguese version, featuring Mickael Carreira, Descemer Bueno and Gente de Zona) | Sex And Love                 | Alejandro Pérez                     |
| 2014                                                                      | "Bailando" (Portuguese version lyric video, featuring Luan Santana)                           | Sex And Love                 | -                                   |
| 2014                                                                      | "Bailando" (Brazilian version lyric video, featuring Mickael Carreira)                        | Sex And Love                 | -                                   |
| 2015                                                                      | "Let Me Be Your Lover" (featuring Pitbull)                                                    | Sex And Love                 | Alejandro Pérez                     |
| 2015                                                                      | "Noche y Dia" (released as "Noche y de Dia", featuring Yandel and Juan Magan)                 | Sex And Love                 | Alejandro Pérez                     |
| 2015                                                                      | "El Perdón/Forgiveness"                                                                       |                              | Jonathan Craven and Darren Craig    |
| 2016                                                                      | "Duele El Corazon"                                                                            |                              | Alejandro Pérez                     |
| 2017                                                                      | "Súbeme La Radio"                                                                             |                              | Alejandro Pérez                     |
| 2018                                                                      | "El Baño"                                                                                     |                              | Enrique Iglesias and Maxim Bohichik |